# Miles Straume
Miles Straume è un personaggio della serie televisiva Lost, interpretato da Ken Leung. È stato introdotto all'inizio della quarta stagione come un irrequieto e sarcastico medium, arrivato a bordo di una nave cargo ancorata a 130 km dall'isola. Miles, appena giunto sull'isola, è stato catturato da John Locke (interpretato da Terry O'Quinn), che lo ha considerato una minaccia per l'isola e per i superstiti del volo 815 insieme a tutti gli altri membri della spedizione. Miles è stato incaricato, comunque, di catturare Benjamin Linus (Michael Emerson) e di uccidere tutti i sopravvissuti allo schianto. Invece, ha offerto a Benjamin uno scambio: gli ha proposto di mentire con Charles Widmore (Alan Dale), dicendogli che fosse morto, in cambio di una cospicua somma di denaro.
Gli autori hanno creato il ruolo di Miles proprio per Leung, dopo averlo visto recitare come una guest star ne I Soprano. Insieme a Sun, è l'altro attore per cui è stata scritta appositamente la parte. Il nome è stato scelto per l'assonanza con maelstrom, una parola che descrive un potente mulinello. Le reazioni al personaggio sono state positive.
È il figlio di Pierre Chang.

## Biografia

### Prima dell'arrivo sull'isola
Miles nacque nel 1977 dallo scienziato del Progetto DHARMA Dr. Pierre Chang e da sua moglie Lara. Quando Miles era ancora un infante, lasciò insieme alla madre l'isola sotto richiesta del padre, a seguito dell'incidente verificatosi sull'isola.
Miles si rende conto della sua capacità di udire la voce dei morti quando era ancora un bambino, mentre la madre stava affittando un appartamento a Los Angeles. Da ventenne Miles chiede alla madre, gravemente malata di cancro, di suo padre e del suo dono; lei gli risponde che non gli è mai interessato di loro, che è morto e che il suo cadavere si trova in un luogo dove non potrà mai andare.
Miles utilizza il suo dono per vivere, parlando con i defunti sotto compenso. Nel dicembre del 2004, va a casa di una donna di nome Mrs. Gardner (Azure McCall) per parlare con il suo nipote deceduto. Miles contatta lo spirito del defunto utilizzando un generatore di campi elettromagnetici, trovando una grossa quantità di droga e soldi. Miles tiene per sé i soldi ma restituisce a Mrs. Gardner una parte del suo compenso. Lo stesso giorno, Matthew Abaddon (Lance Reddick) lo sceglie insieme a Daniel Faraday (Jeremy Davies), Charlotte Lewis (Rebecca Mader) e Frank Lapidus (Jeff Fahey) per formare una squadra capitanata da Naomi Dorrit con lo scopo di trovare Benjamin Linus e uccidere tutti gli altri superstiti dell'isola. Per il lavoro gli viene offerto un compenso di 1.6 milioni di dollari.
Il giorno prima della partenza, Miles viene avvicinato da Bram, che gli dice che non è ancora pronto per andare sull'isola e gli offre di andare con loro per avere tutte le risposte che ha cercato nel corso della sua vita, ma Miles risponde che per rinunciare al lavoro con Charles Widmore vuole il doppio di quanto offertogli da quest'ultimo, 3.2 milioni di dollari. Bram allora congeda Miles dicendogli che sta giocando per la "squadra sbagliata".
Miles si imbarca quindi insieme al resto dell'equipaggio su un cargo chiamato Kahana, ed il 21 dicembre 2004 raggiunge l'isola con un elicottero pilotato da Lapidus.

### Sull'isola

#### Quarta stagione
Miles è inizialmente molto diffidente nei confronti dei sopravvissuti del volo Oceanic 815, poiché Naomi, prima di morire, aveva utilizzato un codice che indicava che parlasse sotto minaccia. Miles punta contro Jack e Kate una pistola costringendoli a condurlo al corpo defunto di Naomi, dove Miles appura che ad uccidere Naomi è stato effettivamente John Locke come i due affermano. Successivamente Miles rivela che la loro missione è quella di catturare Benjamin Linus. Sayid Jarrah chiede a Frank di essere portato alla nave con l'elicottero in cambio della promessa di riportare indietro Charlotte sana e salva. Quest'ultima si trova al campo con Locke, così viene fatto uno scambio di ostaggi e Miles viene lasciato al campo, come egli voleva data la presenza di Ben nel luogo.
Miles viene tenuto in una rimessa vicino alle baracche. Il giorno successivo Kate lo libera e lo conduce da Ben così che possa parlargli. Miles dice a Ben che è disposto a mentire a Widmore dicendogli che Ben è morto per 3.2 milioni di dollari. Quando Ben gli fa presente che non può avere accesso a una tale somma di denaro, Miles è visibilmente turbato ed esige da Ben di non essere trattato come loro (riferendosi a Kate) dato che lui sa chi realmente sia Ben. Miles viene però scoperto a parlare con Ben da Locke, il quale lo riporta alla rimessa delle barche e gli infila una granata in bocca vista la sua reticenza. Dopo che le baracche vengono attaccate da alcuni mercenari del Kahana, Miles si dirige verso la spiaggia con Sawyer, Claire ed il piccolo Aaron. Durante il tragitto, Miles si dimostra deluso dal comportamento dell'equipaggio del cargo quando percepisce i corpi di Danielle Rousseau e Karl Martin e come essi siano stati uccisi, chiarendo di non approvare azioni tanto crudeli e di non essere sull'isola per questo. Durante la notte Miles riesce a vedere Christian Shephard mentre Claire si allontana con lui.
Quando, il 31 dicembre 2004, il cargo esplode e l'isola viene spostata, Miles si trova ancora su di essa.

#### Quinta stagione: con il Progetto DHARMA (1974-1977)
Miles è con Sawyer, Juliet, Bernard, Rose ed altri 15 sopravvissuti del volo Oceanic 815 quando, nel 1954, vengono attaccati dagli Altri. Nella confusione dovuta alla fuga il gruppo si separa. Dopo che i salti temporali vengono fermati da Locke, il gruppo finisce nel 1974. Miles, Sawyer, Jin, Faraday e Juliet, apparentemente gli ultimi 5 rimasti, vengono arruolati dal Progetto DHARMA. Miles diventa un addetto alla sicurezza.
Nell'episodio Il padre che non c'era, Miles viene richiesto da Horace Goodspeed per una missione segreta. Egli viene mandato a recuperare il corpo di un uomo ucciso dalla forza elettromagnetica vicino alla stazione Cigno. Horace gli ordina di consegnare il cadavere al dr. Chang all'Orchidea. Miles porta Hurley con sé, non riuscendo a convincerlo ad aspettare il prossimo furgone diretto all'Orchidea. Chang prende possesso del corpo prima di chiedere a Miles un passaggio verso l'area dove verrà costruito il Cigno. Di sera, Miles osserva suo padre con se stesso infante da una finestra. Il dottor Chang esce improvvisamente dalla sua casa ed incontra Miles, al quale chiede di essere condotto al molo poiché è arrivato il sottomarino con un nuovo gruppo di reclute, tra i quali è presente anche Daniel Faraday.
Nell'episodio Costanti e variabili, Faraday avverte il dr. Chang dell'imminente pericolo che potrebbe scaturire dal loro lavoro effettuato alla stazione Cigno, rivelandogli inoltre che Miles è suo figlio proveniente dal futuro, facendo notare come Miles porti lo stesso nome di suo figlio e sia anch'egli cinese, anche se quest'ultimo nega. In ogni caso, Chang prende in considerazione l'avvertimento di Faraday e, quando appurerà la scarsità di conoscenza di alcuni eventi attuali confrontando Hurley, realizzerà che Faraday ha detto la verità e che Miles è suo figlio.
Quando a seguito dell'"incidente" il braccio di Chang rimane incastrato sotto i detriti di ferro attratti dalla fossa, Miles lo aiuterà a liberarsi. Dopo l'esplosione della bomba all'idrogeno Jughead nella realtà parallela occuperà un posto come detective di Los Angeles accanto al suo amico James Ford. Invece, la sua esistenza sull'isola proseguirà inizialmente con il gruppo di Jack, e successivamente solo con Linus e Alpert. Ritornerà a casa per mezzo dell'aereo Ajira insieme con Richard, Frank Lapidus, Kate, James e Claire.

## Caratteristiche
Miles è una persona irrequieta ed è stato inizialmente ostile nei confronti dei superstiti, dopo che uno di essi ha ucciso la sua collega Naomi Dorrit (Marsha Thomason). Comunque, dopo la sua morte, è stato decisamente irriverente nei suoi confronti, descrivendo il suo cadavere come "solo un corpo" e dicendo a Kate che è stato colpito dalla morte di Naomi poiché era sexy e adorava il suo accento. Dopo lo scambio di ostaggi, quando Miles viene lasciato prigioniero da Locke e Charlotte torna al campo, Frank dice a Sayid che è stato imbrogliato, ma che è anche stato fortunato che Miles non gli fosse simpatico.
Miles, sarcasticamente, ha dato alcuni soprannomi agli altri superstiti e, prontamente, sono arrivate le critiche dei fan, che lo hanno definito come un mini-Sawyer. Leung, l'attore che interpreta Miles, ha dichiarato: "Miles non sa essere socievole, perché io non so essere socievole". Ha anche aggiunto che Miles "riesce a parlare con i morti, ma è incuriosito da chi piange per loro".

## Sviluppo del personaggio
Il 23 aprile 2007, il giorno successivo alla trasmissione dell'episodio de I Soprano Viaggio nel passato, uno dei creatori di Lost, Damon Lindelof, si è incontrato con il produttore esecutivo e autore Carlton Cuse, dicendogli di aver visto un attore interessante, ma che non gli avrebbe detto il nome e gli sarebbe piaciuto se, rivedendo l'episodio, anche Cuse avesse la sua impressione. Cuse individuò correttamente questa persona in Ken Leung, che stava interpretando Carter Chong. A metà maggio, i due hanno contattato l'agente di Leung, che li ha informati che a luglio il suo assistito sarebbe stato libero e felice di partecipare alle riprese di Lost. Al limite di ogni spoiler, Lindelof e Cuse hanno effettuato l'audizione di Leung con una scena creata appositamente che non sarebbe stata poi usata nel serial, ma simile a quelle che avrebbero voluto come risultato finale. Leung, tuttavia, inizialmente credeva che la sua audizione fosse per il ruolo di Russell, un brillante matematico con una grande conoscenza della scienza ma con limitate abilità sociali e scarse relazioni personali. Così Leung è stato l'unico attore ad effettuare un provino fuori da quella che sarebbe stata la sua parte, con gli autori che stavano lavorando al personaggio di Miles (originariamente pensato come una special guest); Leung, però, ha rifiutato la parte e il suo personaggio è stato completamente riscritto.
Il nome Miles Straume è stato scelto semplicemente perché i produttori cercavano "qualcosa che somigliasse a maelstrom". Roland Sanchez, costumista, per il guardaroba di Miles si è ispirato a Keith Richards dei Rolling Stones, scegliendo una giacca firmata Armani, tirando su le maniche e aggiungendo un cappuccio; nella scelta è stato assistito da Leung.
Gli sceneggiatori avevano pensato ad un episodio interamente incentrato su Miles, verso la fine della quarta stagione, ma a causa del loro sciopero la puntata è stata rimandata alla quinta stagione con l'episodio Il padre che non c'era.

## Accoglienza
Dopo quattro apparizioni, Leung è stato candidato per il premio "J. C. Penney Asian Excellence" 2008 nella categoria Supporting Television Actor, ma la vittoria è andata a Rex Lee, che ha interpretato Lloyd in Entourage. Secondo Jon Lachonis di UGO Networks, i nuovi personaggi di Lost sono stati accolti bene dai fan. Maureen Ryan del Chicago Tribune ha dichiarato che Leung è "eccezionalmente intenso" nel ruolo di Miles. Paige Albiniak del New York Post ha lodato il suo inserimento nel cast. Diane Werts del Newsday ha detto che "Ken Leung e Michael Emerson possono essere considerati i due attori più interessanti presenti nel telefilm". Alan Sepinwall di The Star-Ledger ha commentato "Miles l'acchiappafantasmi è di gran lunga il mio preferito [dei personaggi introdotti nella quarta stagione] [...] Mi piace l'energia sarcastica che porta con sé. Sawyer e Ben non possono essere i soli a ricevere giudizi positivi". Dopo l'introduzione di Miles nel secondo episodio della quarta stagione, Jeff Jansen di Entertainment Weekly ha scritto che Leung ha fatto "una forte impressione" e che quindi è stato un buon innesto nel cast. Chris Carabott di IGN ha detto che "Leung fa un lavoro adeguato per rendere il personaggio di Miles arrogante e presuntuoso".

## Episodi dedicati a Miles
| Stagione | Titolo italiano        | Titolo originale  | Tipo di flash |
| -------- | ---------------------- | ----------------- | ------------- |
| 4        | Morte accertata        | Confirmed Dead    | flashback     |
| 5        | Il padre che non c'era | Some Like It Hoth | flashback     |